# .gov
.gov je generická doména nejvyššího řádu používaná vládou Spojených států. Je to jedna z původních domén založených v lednu 1985.
Spojené státy jsou jedinou zemí, kde se používá tato doména na nejvyšším řádu. Jiné státy ji používají jako doménu druhého řádu, např. .gov.au pro Austrálii nebo .gov.uk pro Spojené království. České gov.cz se používá jako portál státní správy. Protože Spojené státy kontrolují tuto doménu, je pro ostatní státy nemožné zaregistrovat doménu končící na .gov (například .cz.gov).
Mnoho amerických úřadů, ale stále raději používá .fed.us. Ministerstvo obrany USA a přidružené organizace používají doménu .mil.
Všechny správní orgány mají povoleno používat .gov, jako např. http://www.atlantaga.gov pro město Atlanta a http://www.georgia.gov pro stát Georgie.
Použití .gov jako gTLD kontrolovanou pouze Spojenými státy je kontroverzní a mnoho lidí to považuje jako příklad arogance Spojených států – podle nich by bylo správnější použití domény .fed.us nebo vytvoření nové domény .gov.us.
Ačkoli má vláda Spojených států svoji vlastní doménu, stále některé úřady používají doménu .com pro své stránky jako např. stránky amerického poštovního úřadu. Někteří toto považují za nevhodné, neboť se jedná o státní podnik.